# Tell Me You Love Me Tour
Il Tell Me You Love Me World Tour è stato il sesto tour della cantante statunitense Demi Lovato, a supporto del suo sesto album in studio Tell Me You Love Me (2017).

## Descrizione
Il 26 ottobre 2017 la cantante ha annunciato che sarebbe andata in tour nel 2018 con un ospite speciale. Lo stesso giorno ha poi rivelato che l'ospite speciale sarà DJ Khaled. Durante il backstage degli American Music Awards 2017, Demi ha annunciato che la cantante statunitense Kehlani si sarebbe unita a lei e Khaled nel tour come atto di apertura.
Il 12 febbraio 2018 la cantante ha annunciato sulle piattaforme social che il tour avrebbe compreso anche una leg in Europa, e che sarebbe partita dal 29 maggio ad Anversa in Belgio, per poi concludere il successivo 29 giugno nel Regno Unito, esattamente all'Arena Birmingham.
Pochi giorni dopo, il 15 febbraio 2018, la cantante ha confermato una leg del tour anche in Sud America, la cui data di partenza era prevista il 15 aprile dello stesso anno in Brasile, per poi essere riprogrammata per l'autunno a causa di problemi tecnici che hanno portato alla cancellazione di tre concerti (rispettivamente in Ecuador, Panama e Costa Rica). Il 10 agosto 2018 viene annunciata la cancellazione della leg sud americana, avendo la cantante intrapreso un percorso di riabilitazione dopo essere stata ospedalizzata per una presunta overdose alcune settimane prima.

## Artisti d'apertura
La seguente lista rappresenta il numero correlato agli artisti d'apertura nella tabella delle date del tour.
- DJ Khaled = 1
- Kehlani = 2
- JOY. = 3
- Jax Jones = 4
- Iggy Azalea = 5

## Scaletta
Questa scaletta rappresenta quella della leg europea del tour. La scaletta può subire variazioni.
1. You Don't Do It for Me Anymore
2. Daddy Issues
3. Cool For The Summer
4. Sexy Dirty Love
5. Heart Attack
6. Give Your Heart A Break
7. Confident
8. Concentrate
9. Cry Baby
10. Lonely
11. No Promises
12. Solo
13. Échame la culpa
14. Fall in Line
15. Yes
16. Warrior
17. Father
18. Sorry Not Sorry
19. Tell Me You Love Me

## Date del tour
| Data             | Città               | Stato        | Luogo                      | Biglietti venduti / Biglietti disponibili | Incasso      |
| Nord America     | Nord America        | Nord America | Nord America               | Nord America                              | Nord America |
| ---------------- | ------------------- | ------------ | -------------------------- | ----------------------------------------- | ------------ |
| 26 febbraio 2018 | San Diego           | Stati Uniti  | Viejas Arena               | 7.967 / 7.967                             | $612.007     |
| 28 febbraio 2018 | San Jose            | Stati Uniti  | SAP Center at San Jose     | 12.371 / 12.743                           | $967.760     |
| 2 marzo 2018     | Inglewood           | Stati Uniti  | The Forum                  | 14.436 / 14.436                           | $1.224.291   |
| 3 marzo 2018     | Las Vegas           | Stati Uniti  | MGM Grand Garden Arena     | 11.133 / 11.675                           | $720.336     |
| 4 marzo 2018     | Phoenix             | Stati Uniti  | Talking Stick Resort Arena | 12.490 / 13.529                           | $881.124     |
| 7 marzo 2018     | Dallas              | Stati Uniti  | American Airlines Center   | 15.352 / 15.581                           | $1.176.161   |
| 9 marzo 2018     | Rosemont            | Stati Uniti  | Allstate Arena             | 13.554 / 13.554                           | $1.157.501   |
| 10 marzo 2018    | Minneapolis         | Stati Uniti  | Target Center              | 10.695 / 13.180                           | $716.150     |
| 13 marzo 2018    | Detroit             | Stati Uniti  | Little Caesars Arena       | 12.955 / 14.541                           | $889.170     |
| 14 marzo 2018    | Columbus            | Stati Uniti  | Schottenstein Center       | 12.615 / 12.615                           | $952.625     |
| 16 marzo 2018    | Brooklyn            | Stati Uniti  | Barclays Center            | 15.249 / 15.249                           | $1.577.852   |
| 17 marzo 2018    | Montréal            | Canada       | Bell Centre                | 8.244 / 9.700                             | $559.329     |
| 19 marzo 2018    | Toronto             | Canada       | Air Canada Centre          | 13.372 / 15.361                           | $936.240     |
| 23 marzo 2018    | Filadelfia          | Stati Uniti  | Wells Fargo Center         | 13.946 / 14.075                           | $1.081.723   |
| 24 marzo 2018    | Washington          | Stati Uniti  | Capital One Arena          | 16.141 / 16.141                           | $1.328.860   |
| 26 marzo 2018    | Boston              | Stati Uniti  | TD Garden                  | 14.011 / 14.011                           | $1.197.312   |
| 28 marzo 2018    | Nashville           | Stati Uniti  | Bridgestone Arena          | 15.269 / 15.452                           | $1.049.797   |
| 30 marzo 2018    | Miami               | Stati Uniti  | American Airlines Arena    | 12.377 / 12.377                           | $930.395     |
| 31 marzo 2018    | Tampa               | Stati Uniti  | Amalie Arena               | 14.863 / 14.863                           | $1.129.217   |
| 2 aprile 2018    | Newark              | Stati Uniti  | Prudential Center          | 13.723 / 13.723                           | $1.052.440   |
| Europa           |                     |              |                            |                                           |              |
| 24 maggio 2018   | Belfast             | Nord Irlanda | SSE Arena                  | 6.323 / 6.552                             | $330.470     |
| 25 maggio 2018   | Dublino             | Irlanda      | 3Arena                     | 4.591 / 5.000                             | $297.651     |
| 28 maggio 2018   | Anversa             | Belgio       | Lotto Arena                | 6.787 / 6.787                             | $287.736     |
| 30 maggio 2018   | Copenaghen          | Danimarca    | Forum Copenaghen           | 3.172 / 3.172                             | $185,425     |
| 1º giugno 2018   | Oslo                | Norvegia     | Oslo Spektrum              | 7.191 / 7.650                             | $414.322     |
| 2 giugno 2018    | Stoccolma           | Svezia       | Annexet                    | 2.984 / 2.984                             | $179.008     |
| 4 giugno 2018    | Parigi              | Francia      | Zénith di Parigi           | 6.049 / 6.110                             | $339.803     |
| 6 giugno 2018    | Colonia             | Germania     | Lanxess Arena              | 10.306 / 12.269                           | $511.594     |
| 7 giugno 2018    | Zurigo              | Svizzera     | Hallenstadion              | 4.098 / 7.300                             | $167.610     |
| 13 giugno 2018   | Glasgow             | Scozia       | The SSE Hydro              | 6.323 / 6.552                             | $330.470     |
| 15 giugno 2018   | Newcastle           | Inghilterra  | Metro Radio Arena          | 2.822 / 2.822                             | $157.465     |
| 16 giugno 2018   | Manchester          | Inghilterra  | Manchester Arena           | 10.019 / 11.257                           | $517.419     |
| 18 giugno 2018   | Amsterdam           | Paesi Bassi  | AFAS Live                  | 10.787 / 10.787                           | $466.175     |
| 19 giugno 2018   | Amsterdam           | Paesi Bassi  | AFAS Live                  | 10.787 / 10.787                           | $466.175     |
| 21 giugno 2018   | Barcellona          | Spagna       | Sant Jordi Club            | 3.603 / 3.603                             | $210.417     |
| 22 giugno 2018   | Madrid              | Spagna       | Palacio Vistalegre         | 4.671 / 5.307                             | $272.789     |
| 25 giugno 2018   | Londra              | Inghilterra  | The O2 Arena               | 9.318 / 12.120                            | $487.775     |
| 27 giugno 2018   | Casalecchio di Reno | Italia       | Unipol Arena               | 5.328 / 6.830                             | $277.628     |
| 29 giugno 2018   | Birmingham          | Inghilterra  | Arena Birmingham           | 5.483 / 6.375                             | $372.264     |
| Nord America     |                     |              |                            |                                           |              |
| 22 luglio 2018   | Paso Robles         | Stati Uniti  | Paso Robles Event Center   | N.D.                                      | N.D.         |

## Festival
| 24 giugno 2018 | Lisbona | Portogallo | Parque da Bela Vista | Rock in Rio |

## Concerti cancellati
| 28 aprile 2018   | Quito                 | Ecuador     | Coliseo General Rumiñahui  | A causa di problemi di produzione.                                           |
| Nord America     |                       |             |                            |                                                                              |
| 30 aprile 2018   | Panama                | Panama      | Figali Center              | A causa di problemi di produzione.                                           |
| 1º maggio 2018   | Alajuela              | Costa Rica  | Parque Viva                | A causa di problemi di produzione.                                           |
| 26 luglio 2018   | Atlantic City         | Stati Uniti | Atlantic City Beach        | A causa di un ricovero in ospedale della cantante per un'apparente overdose. |
| Sud America      |                       |             |                            |                                                                              |
| 14 novembre 2018 | Santiago del Cile     | Cile        | Movistar Arena             | Riabilitazione della cantante dopo l'overdose.                               |
| 17 novembre 2018 | Buenos Aires          | Argentina   | DirecTV Arena              | Riabilitazione della cantante dopo l'overdose.                               |
| 19 novembre 2018 | San Paolo del Brasile | Brasile     | Allianz Parque             | Riabilitazione della cantante dopo l'overdose.                               |
| 21 novembre 2018 | Rio de Janeiro        | Brasile     | Jeunesse Arena             | Riabilitazione della cantante dopo l'overdose.                               |
| 24 novembre 2018 | Recife                | Brasile     | Classic Hall               | Riabilitazione della cantante dopo l'overdose.                               |
| 27 novembre 2018 | Fortaleza             | Brasile     | Centro de Eventos do Ceará | Riabilitazione della cantante dopo l'overdose.                               |